# Trigonophora obscura
Trigonophora obscura är en fjärilsart som beskrevs av Charles Oberthür. Trigonophora obscura ingår i släktet Trigonophora och familjen nattflyn. Inga underarter finns listade i Catalogue of Life.